# Taft (Iran)
Taft (farsi تفت) è il capoluogo dello shahrestān di Taft, circoscrizione Centrale, nella provincia di Yazd in Iran. Aveva, nel 2006, una popolazione di 15.329 abitanti. Si trova circa 20 km a sud-ovest di Yazd.